# Torre Cavallera
La Torre Cavallera se levanta en la localidad de Cavallera, en un punto estratégico de la sierra del mismo nombre, a 1.136 m de altura, desde el que se domina todo el valle del Ter hasta San Pablo de Seguríes. Su función era casi seguramente la de defender la entrada meridional de Camprodón sirviendo de punto de vigía y de torre de señales. La fortaleza de Cavallera aparece ya documentada en el siglo X, aunque la torre es posterior.
A pesar del paso de las centurias y la acción destructora de los elementos atmosféricos, la torre todavía está bastante entera, gracias a la solidez de sus muros que sobrepasan el espesor de un metro. Es de planta cuadrada y cada lado mide unos 6 metros. La parte superior se ha arruinado pero aún tiene una altura de unos 12 metros. La puerta de acceso, en el muro de levante, está a unos 4 m de altura y se accedía mediante una escalera levadiza. Aunque es bien visible la bóveda de cañón que formaba el primer techo.